# Capitán América: Supersoldado
Capitán América: Supersoldado es un videojuego de un solo jugador en tercera persona publicado por Sega para Nintendo DS, PlayStation 3, Wii, Xbox 360, y Nintendo 3DS. Está vagamente basada en la película Capitán América: el primer vengador. La historia del juego toma lugar durante los eventos de la película, explicando las aventuras del Capitán América contra Cráneo Rojo e Hydra en todo el planeta según lo establecido en la película. Este videojuego es canónico del Universo Cinematográfico de Marvel
El castillo de Hydra aparece en el juego como el Capitán América tiene que luchar contra muchos secuaces, como el infame Cruz de Hierro, las fuerzas de Hydra, y Cráneo Rojo. Arnim Zola también aparece en el juego como los jugadores tendrán que detener sus experimentos malvados.
Una característica importante es que tiene Chris Evans, Neal McDonough, Hayley Atwell, Sebastian Stan y J. J. Feild retomando sus papeles de la película.
Las versiones para PC y PlayStation Portable fueron canceladas. La versión para IPhone, IPod Touch y iPad se titula Capitán América: Centinela de la Libertad.

## Jugabilidad
El jugador controla al Capitán América usando su escudo para lanzarlo, desviar proyectiles, resolver puzles, y escalar paredes. Capitán América usará el flujo libre y el combate acrobático para derrotar a sus enemigos.
Capitán América: Supersoldado combina un sistema de combate muy atlético con fluido de plataformas y una serie muy afinada de ataques con escudo, como Capi explora un enorme castillo convertido en instalación militar. Su escudo se puede emplear de muchas maneras: sacar a varios enemigos a la vez, desviar el fuego enemigo de regreso a los enemigos, resolver puzles, y escalar muros. Los jugadores serán capaces de lanzar el escudo-primero en la palestra con la fuerza superior del primer Super-Soldado del mundo a su alcance y necesitarán cada parte de esa fuerza para superar un castillo que es tanto un parque acrobático para la destreza física del Capitán como una casa de misterio con enemigos y peligros a cada paso.

### 3D estereoscópico
Las versiones para Xbox 360 y PlayStation 3 de Capitán América: Supersoldado incluyen un modo estereoscópico 3D para televisores de alta definición en 3D y 2D para televisores de alta definición a través de lentes Inficolor 3D.  Utiliza TriOviz para Game Technology, que está integrado con Unreal Engine 3, para soportar el 3D estereoscópico. Toda la jugabilidad y cinemáticas de Capitán América: Supersoldado tienen apoyo S3D.

## Sinopsis

### Trama
El juego comienza con dos soldados estadounidenses siendo atacado por las fuerzas de Hydra. El Capitán América llega a salvarlos y se las arregla para repelerlos antes de contactar con Howard Stark con respecto a la nueva amenaza.
Durante la comunicación con Peggy Carter, el Capitán América se entera de que las municiones recuperadas de la batalla llegaron de las montañas de Baviera basadas en el metal raro utilizado. El Capitán América es informado sobre el Proyecto: Mastermann y cómo el Dr. Arnim Zola ha descubierto los secretos del genoma humano como un paso hacia la inmortalidad. Él cae en un pueblo cerca del castillo y desactiva las fuerzas antiaéreas para que los Invasores puedan entrar en el pueblo. Luego procede a la armería con el fin de destruir las armas antes de ser vendidas a los nazis.
Habiendo informado a Peggy que los Invasores están listos para lanzarse, Montgomery Falsworth pregunta si todas las armas están destruidas justo cuando una antena de radio y un cañón oculto emergen los cuales el Capitán América identifica como más máquinas peligrosas de Arnim Zola. Incapaz de llegar a los cañones a tiempo, se dirige al edificio que alberga la antena de radio, encontrando más y más de Hydra dirigidos por el Barón Wolfgang Von Strucker. El Capitán América planta cargas a lo largo del soporte de vigas de acero de la torre de la antena de radio para destruirla cuando Strucker intercepta al Capitán América, enzarzándose en una pelea a puñetazos. La antena de radio es destruida, pero el cañón aún golpea una de las alas del avión que transportaba a los Invasores. Afortunadamente, todos ellos saltan en paracaídas a tiempo. Strucker sorprende al Capitán América y se las arregla para dejarlo inconsciente mientras ambos caen desde la torre que explota.
El Capitán América es llevado al laboratorio de Zola por Cruz de Hierro y ve que Madame Hydra le da órdenes para un análisis del escudo del Capitán América. Después de una breve charla de cómo su sangre fue tomada, Zola muestra su nuevo proyecto que implica más sujetos de prueba que contienen el Suero del Súper Soldado de la sangre del Capitán. Zola le "permitió" al Capitán vivir sólo para estudiar las habilidades del Capitán América. Él pronto se libera y continúa a través de la base para destruir las muestras de los experimentos de Zola para un ejército de Súper Soldados, acabando con las tropas de Hydra y haciendo su camino a una radio para contactar a Peggy Cárter. Descubre que algunos de sus amigos están detenidos cerca de su ubicación actual. El Capitán América recupera su equipo y procede a liberar a Bucky que le informa de otros prisioneros en la base, dando al Capitán América un comunicador de radio para mantenerse en contacto mientras Bucky les lleva a un tren. Como él hace su camino para rescatar a Dum Dum Dugan y Falsworth, los Súper Soldados experimentales de Zola escapan.
Capitán América logra encontrar a Dugan atado a una cama de examen en el medio de una pelea con las fuerzas de Hydra. Después de liberarlo, él persigue a Madame Hydra que se ha llevado a Falsworth. Él la atrapa y en el intercambio, la cara de Madame Hydra se quema cuando el Capitán América lanza el escudo a una pila de municiones. Ella huye, pero él no la sigue, persiguiendo en su lugar al Cráneo Rojo (habiendo llegado con el Cubo Cósmico) intentando usarlo para activar al Durmiente. Capitán América utiliza un tren para entrar en el laboratorio especial de Zola donde está construyendo al Durmiente. Cráneo Rojo llega queriendo actualizar el suero del Súper Soldado que Zola sintetizó a partir de la sangre del Capitán. Capitán América sigue y destruye la muestra, enfureciendo a Cráneo Rojo que ordena a Cruz de Hierro matarlo. Capitán América vence a Cruz de Hierro y persigue a Cráneo, sólo para que el Durmiente se despierte y desmenuce el laboratorio. Zola se escapa y activa un cuerpo robótico para usarlo después. Capitán América despierta y encuentra un mapa de su ubicación, utilizándolo para localizar a Falsworth.
Habiendo finalmente localizado a Falsworth, el robot de Zola llega y trata de matar al Capitán América. Después de derrotar al Zola Bot, él libera a Falsworth como la voz de Zola se escucha burlándose de ellos. Falsworth revela que algo grande está bajo tierra que ni siquiera los aviones pueden parar. Capitán América afirma que bajará a continuación para detener el arma, mientras que los otros tratan de detenerla con morteros y ataques aéreos. También afirma que cuando el avión de evacuación llegue, deben reunirse en este, con o sin él.
Capitán América hace su camino hacia el patio para enfrentar al Durmiente que le dispara a uno de los aviones. Con la ayuda de Dugan, él logra destruir al Durmiente. Al escapar del castillo que explota, Capitán América se reúne con Bucky, Dugan y Falsworth.
En la escena poscréditos, Arnim Zola desconecta a sus Zola Bots derrotados. Cráneo Rojo le ordena volver al trabajo, indicando que van a ver al Capitán América de nuevo muy pronto.

## Reparto
- Chris Evans como el Capt. del Ejército de los Estados Unidos Steven "Steve" Rogers / Capitán América
- Neal McDonough como el Cabo del Ejército de los Estados Unidos Timothy "Dum Dum" Dugan
- Sebastian Stan como el Sgto. del Ejército de los Estados Unidos James "Bucky" Barnes
- JJ Feild como el Subte. del Ejército Británico James Montgomery Falsworth
- Hayley Atwell como la Agente Peggy Cárter
- Kenneth Choi como el Sldo. del Ejército de los Estados Unidos Jim Morita
- Steven Blum como el Barón Heinrich Zemo
- Michael Donovan como Cruz de Hierro / Helmut Gruler
- Keith Ferguson como Cráneo Rojo / Johann Schmidt
- Liam O'Brien como Howard Stark
- André Sogliuzzo como el Dr. Arnim Zola
- Audrey Wasilewski como Madame Hydra
- Kai Wulff como el Barón Wolfgang von Strucker

## Recepción
El juego ha recibido críticas mixtas después del lanzamiento, con el sitio de agregación de revisión Metacritic dando a la versión de Xbox 360 una puntuación promedio de 60/100, a la PlayStation 3 un 61/100, y a la Wii un 57/100. IGN le dio al juego un 5/10. GameSpot le dio 6.5/10. Algunas críticas fueron en general positivas con G4 y X-Play dando al juego un 4/5, ofreciendo elogios por elevarse por encima de las últimos adaptaciones de cómics como Thor: Dios del Trueno y Iron Man 2. Revista PlayStation Oficial del RU dio al juego 7 de 10, elogiando el combate y el tono general del juego pero criticando elementos de la presentación y la dependencia de 'Eventos de Tiempo Rápido'.